# Puerto de Puerto Princesa
El Puerto de Puerto Princesa es el puerto base en Palawan de la autoridad portuaria filipina. Se encuentra en el lado occidental de Puerto Princesa, hacia el oeste del Estrecho Princesa, y el lado occidental de la isla Palawan. El puerto se encuentra a 558 metros de un arrecife de coral en la porción sur de la punta Bancao-Bancao. Su distancia al mar desde Manila es 370,6 millas náuticas (686,4 kilómetros). El puerto de Puerto Princesa es un importante punto de entrada a la isla y provincia de Palawan. La ciudad de Puerto Princesa se encuentra en el medio de la gran extensión de la isla, y como tal, sirve como el centro de transporte (de mercancías y pasajeros) tanto para los municipios del norte como los sur de la provincia.